# Arthur B. Rubinstein
Pour les articles homonymes, voir Arthur Rubinstein et Rubinstein.
Arthur B. Rubinstein est un compositeur et chef d'orchestre américain, né le 31 mars 1938 à Brooklyn (New York) et mort le 23 avril 2018 en Californie.

## Biographie
Arthur B. Rubinstein a principalement travaillé pour la télévision sur des séries comme Les deux font la paire ou La croisière s'amuse.
Au cinéma, il a été un fréquent collaborateur du réalisateur John Badham, pour lequel il a notamment signé les musiques de Tonnerre de feu et WarGames.

## Filmographie sélective
- 1981 : C'est ma vie, après tout ! (Whose Life Is It Anyway ?) de John Badham
- 1983 : Tonnerre de feu (Blue Thunder) de John Badham
- 1983 : Wargames de John Badham
- 1983 : Le Coup du siècle (Deal of the century) de William Friedkin
- 1985 : Lost in America d'Albert Brooks
- 1986 : La Dernière Passe (The Best of Times) de Roger Spottiswoode
- 1987 : Étroite Surveillance (Stakeout) de John Badham
- 1991 : La Manière forte (The Hard Way) de John Badham
- 1993 : Indiscrétion assurée (Another Stakeout) de John Badham
- 1995 : Meurtre en suspens (Nick of Time) de John Badham
- 2001 : Face Value de Michael Miller

## Séries télévisées
- 1977-1978 : La croisière s'amuse
- 1978-1979 : Embarquement immédiat
- 1982-1983 : Frank, chasseur de fauves
- 1983-1987 : Les deux font la paire
- 1986 : Le Magicien
- 1990 : Les Simpson : épisodes 2.1 (Aide-toi, le ciel t'aidera) et 2.4 (Sous le signe du poisson)